# Antoine Prost
Antoine Prost (Lons-le-Saunier, 29 de outubro de 1933) é um historiador francês.

## Biografia

### Formação
Antoine Prost seguiu uma formação clássica: curso preparatório no Liceu du Parc em Lyon, Escola Normal Superior de Paris e agregação de história. Ele defendeu sua tese em 1975: Les Anciens Combattants et la société française (1914-1939).

### Carreira profissional
Prost começou como professor de ensino médio no Liceu Pothier, em Orléans, antes de se tornar assistente e depois mestre-assistente na Sorbonne. Professor titular da Universidade de Orleans (1969-1979) e Paris-I (1979-1998).
Ele também dirigiu o o Centro de Investigação sobre a história dos movimentos sociais e do sindicalismo, que se tornou o Centro de História Social do Século XX. Prost é presidente da Associação Le Mouvement social (que edita a revista de mesmo nome) e do Association des amis du Maitron. Apesar das suas numerosas atividades em Paris, Antoine Prost é decidamente "provincial". Ele ainda reside em Orléans, cidade na qual foi vice-prefeito entre 1989 e 2001. Ele é membro do conselho de administração da Universidade de Orleans.
De acordo com a historiadora Sílvia Adriana Barbosa Correia, a análise mais consistente da evolução da historiografia da Grande Guerra deve-se a Antoine Prost e Jay Winter em Penser la Grande Guerre, publicado em 2004. Segundo ela, esses autores procuraram ultrapassar os limites nacionais e delinear o processo evolutivo (geral) da historiografia. Nesse sentido, considerando três fases, defendem que a transição da primeira para a segunda linha historiográfica é de ruptura, enquanto da segunda para a terceira é de continuidade evolutiva.

## Contribuição à história da sociedade francesa do século XX
Antoine Prost é um historiador da sociedade francesa do século XX, em particular através do estudo dos grupos sociais, das instituições e das mentalidades.
Metodologicamente, ele contribuiu decisivamente com a evolução da história política contemporânea, especialmente por sua reflexão sobre as palavras e a linguagem na política.

## Visões sobre educação e política
Especialista em questões de educação, ele colaborou em diversas ocasiões na definição de políticas de educação depois de 1964.
Ele contribui regularmente para debates sobre educação, principalmente atrás de artigos de opinião publicados nos jornais. Ele denunciou a mudança para a semana de quatro dias no ensino primário e defendeu o retorno à semana de quatro dias e meio..
Em 1981, ele enviou ao presidente François Mitterrand o relatório Prost sobre os liceus.
En 2013, Antoine Prost enviou um relatório ao ministro encarregado dos veteranos de guerra, Kader Arif, acerca das condições para reabilitar soldados fuzilados como exemplo (executados para manter o estado de obediência das tropas durante a Primeira Guerra Mundial). O Chefe de Estado François Hollande deve apoiar-se nesse documento para tomar uma decisão.

## Os números são opcionais
Em uma entrevista dada ao jornal Le Monde, Antoine Prost declarou, em oposição a um desejo de metodologia precisa, que os números não são uma influência significativa para fornecer uma visão geral da situação : «Não há a necessidade de números para demonstrar a escala do massacre ».

## Títulos
- Comendador da Ordem Nacional do Mérito
- Comendador da Legião de Honra[5].
- Comendador da Ordem das Palmas Acadêmicas